# 65a Divisió (Exèrcit Popular de la República)
La 65a Divisió va ser una unitat de l'Exèrcit Popular de la República que va existir durant la Guerra Civil espanyola, creada sobre la base de les brigades mixtes. Va arribar a estar desplegada en els fronts de Madrid i Llevant.

## Historial
La unitat va ser creada a la fi de l'estiu de 1937, en el front del Centre. La 65a Divisió, composta per les brigades mixtes 36a i 42a, va quedar sota el comandament del major de milícies Inocencio Fernández López. Durant els següents mesos va romandre en el front de Madrid sense prendre part en operacions militars de rellevància.
Al maig de 1938 la unitat va ser enviada com a reforç al front de Llevant, on el bàndol franquista havia llançat una ofensiva que pretenia conquistar València. Anava al comandament del major de milícies Antolín Serrano García. Va quedar adscrita al XIII Cos d'Exèrcit i va participar en la defensa del Puerto de Escandón. Posteriorment va ser integrada en el XVII Cos d'Exèrcit, al costat de les divisions 40a i 25a. Al final dels combats va tornar al front del Centre, quedant adscrita a la reserva general del GERC.
El gener de 1939 va participar en una fallida ofensiva en el front de Madrid que tractava de donar suport a l'ofensiva republicana a Extremadura. Uns mesos després, durant el cop de Casado, la 65a Divisió —i en particular la seva 112a Brigada Mixta— va tenir un important paper en els primers moments de la revolta, ocupant els alts de Chamartín, Castellana, la carrer Arenal, la Puerta del Sol, la Plaça Mayor o els Nuevos Ministerios —on va establir la seva caserna general.

## Comandaments
Comandants
- major de milícies Inocencio Fernández López;
- major de milícies Antolín Serrano García;[11]
- major de milícies Valentín Gutiérrez de Miguel;[12]

Comissaris
- Julio Cano Gutiérrez, del PCE;[13]

## Ordre de batalla
| Data                | Cos d'Exèrcit adscrit | Brigades mixtes integrades | Front de batalla |
| Desembre de 1937    | II Cos d'Exèrcit      | 36a i 42a                  | Centre           |
| Abril de 1938       | II Cos d'Exèrcit      | 36a, 42a i 75a             | Centre           |
| Maig-juny de 1938   | XIII Cos d'Exèrcit    | 43a i 61a                  | Llevant          |
| Febrer-Març de 1939 | Reserva del GERC      | 18a, 112a i 200a           | Llevant          |